# Watenberg
De Watenberg (Frans: Mont Watten) is een heuvel in de Franse Westhoek van Frans Vlaanderen in het noorden van Frankrijk nabij Waten (Watten). De Watenberg is een van de getuigenheuvels in de streek, net als onder andere de Kemmelberg, de Katsberg, de Rodeberg, de Kasselberg en de Kluisberg.
De Watenberg is een onderdeel van de zogenaamde centrale heuvelkam in het Heuvelland, deze bestaat daarnaast uit de Kasselberg, Wouwenberg, Katsberg, Boeschepeberg, Kokereelberg, Zwarteberg, Vidaigneberg, Baneberg, Rodeberg, Sulferberg, Goeberg, Scherpenberg, Monteberg, Kemmelberg en Letteberg. Ten zuiden van deze heuvelkam bevindt zich het stroomgebied van de Leie, ten noorden van deze heuvelkam het stroomgebied van de IJzer.
Op de berg ligt een toren, een overblijfsel van een Abdij van Waten uit de 15e eeuw. De monniken van de abdij hielpen bij het droogleggen van de moerassen van Audomarois. De berg was erg strategisch gelegen. De Romeinen legden de weg tussen Boulogne-sur-Mer en Kassel reeds via deze berg. Daarna kwam de berg achtereenvolgens in handen van Spanjaarden, Engelsen en tot slot de Fransen. De abdij werd onder het bewind van Lodewijk XIV van Frankrijk in de 17e eeuw versterkt. Tijdens de Franse Revolutie werd de abdij vernield, enkel de toren werd behouden, omdat dit een herkenningspunt was voor zeevaarders.
In de 18e eeuw werd er op de top een molen gebouwd.
Gedurende de Tweede Wereldoorlog deed de toren dienst als observatiepost.

## Wielrennen
De helling wordt soms opgenomen in de Vierdaagse van Duinkerken.
Daarnaast was de helling opgenomen in de recreatieve fietsroute LF 01 (Noordzeeroute) tussen Den Helder en Boulogne-sur-Mer.